# John Spencer (Schauspieler)
John Spencer (* 20. Dezember 1946 in New York (nach manchen Quellen New Jersey); † 16. Dezember 2005 in Los Angeles; eigentlich John Speshock) war ein US-amerikanischer Schauspieler.

## Leben

### Privatleben
John Spencer wurde als einziger Sohn einer Kellnerin und eines Kraftfahrers in New York City geboren. Nach dem Wunsch seiner Eltern sollte er Arzt oder Rechtsanwalt werden, um später finanziell besser gestellt zu sein.
Bereits während seiner Schulzeit hatte Spencer mit Alkoholproblemen zu kämpfen und war bis 1999 starker Raucher.
Er war bis zu seinem Tod mit der Schauspielerin und Choreografin Patricia Mariano liiert.

### Karriere
Im Alter von 16 Jahren wandte sich John Spencer der Schauspielerei zu und sammelte Erfahrung an verschiedenen Theatern, bevor er 1963 in der Patty-Duke-Show zum ersten Mal vor der Kamera stand.
Ende der 1970er Jahre gab der Schauspieler sein Filmdebüt in dem Science-Fiction-Film Meteor an der Seite von Sean Connery und Nathalie Wood. Neben seiner Arbeit als Film- und Fernsehdarsteller stand Spencer danach auch weiterhin vornehmlich in On- und Off-Broadwayproduktionen auf der Bühne. 1982 wurde John Spencer für seine Verkörperung eines Vietnamkrieg-Veteranen in dem Stück Still Life mit einem Obie Award ausgezeichnet.
Es folgten Nebenrollen in Kinofilmen wie WarGames – Kriegsspiele mit Matthew Broderick und Dabney Coleman sowie Gastauftritte in Fernsehserien wie Miami Vice und Ein Hauch von Himmel. Seinen internationalen Durchbruch hatte er 1990 als Partner von Harrison Ford in dem Thriller Aus Mangel an Beweisen. Im selben Jahr stieß er zur Besetzung der Serie L.A. Law – Staranwälte, Tricks, Prozesse, in der er in den folgenden vier Jahren Tommy Mullaney verkörperte.
In der erfolgreichen Serie The West Wing – Im Zentrum der Macht übernahm Spencer 1999 eine der Hauptrollen als Stabschef des fiktiven Präsidenten der Vereinigten Staaten Josiah „Jed“ Bartlet. Die Figur des Leo McGarry war wie sein Darsteller trockener Alkoholiker und erlitt im Verlauf der sechsten Serienstaffel (2005/06) einen Herzinfarkt. Spencer war für seine Darstellung insgesamt fünf Mal für einen Emmy Award nominiert und erhielt die Auszeichnung im Jahr 2002.

### Tod
Der Schauspieler erlitt, wie später auch sein Serien-Alter Ego, einen Herzinfarkt. Er starb vier Tage vor seinem 59. Geburtstag im Olympia Medical Center in seiner Wahlheimat Los Angeles.
Sein Tod während der Dreharbeiten zur letzten Staffel von The West Wing zwang die Produzenten und Autoren der Serie, das Serienkonzept für die verbleibenden Folgen radikal zu überarbeiten. Ursprünglich war geplant, dass die von Spencer dargestellte Figur Leo McGarry für die Demokratische Partei das Amt des US-Vizepräsidenten übernehmen sollte. Anfang 2006 wurden in den Vereinigten Staaten zunächst einige bereits abgedrehte Episoden gesendet. Danach kam es zu einer sechswöchigen Unterbrechung des Ausstrahlungsrhythmus. In den anschließend ab März 2006 gesendeten Folgen war Spencer/McGarry nur noch in kurzen Ausschnitten zu sehen, bzw. wurde seine von da an folgende Abwesenheit mehr oder weniger plausibel erklärt. Als dramaturgischer Höhepunkt der Staffel starb McGarry schließlich an den Folgen eines am Wahltag erlittenen zweiten Infarkts.

## Filmografie (Auswahl)
- 1979: Meteor
- 1983: WarGames – Kriegsspiele (WarGames)
- 1986: Miami Vice (Fernsehserie, Gastrolle)
- 1989: Black Rain
- 1990: Law & Order (Fernsehserie, Gastrolle)
- 1990–1994: L.A. Law – Staranwälte, Tricks, Prozesse (L.A. Law, Fernsehserie)
- 1990: Aus Mangel an Beweisen (Presumed Innocent)
- 1996: The Rock – Fels der Entscheidung (The Rock)
- 1997: Cop Land
- 1998: Im Zwielicht (Twilight)
- 1998: Verhandlungssache (The Negotiator)
- 1999: Ravenous – Friss oder stirb (Ravenous)
- 1999–2006: The West Wing – Im Zentrum der Macht (The West Wing, Fernsehserie)